# Сьосамбецу

44°31′55″ пн. ш. 141°45′59″ сх. д. / 44.53194° пн. ш. 141.76639° сх. д.
Сьосамбе́цу (яп. 初山別村, しょさんべつむら, МФА: [ɕosambet͡su muɾa]) — село в Японії, в повіті Томамае округу Румой префектури Хоккайдо. Станом на 1 жовтня 2008 року площа села становила 280,04 км². Станом на 31 березня 2017 населення села становило 1220 осіб.